# RTKN
RTKN‏ (Rhotekin) هوَ بروتين يُشَفر بواسطة جين RTKN في الإنسان.